# Tiha misa
Tiha misa (lat. Missa lecta) ili recitirana misa oblik je tradicionalne mise s najmanje svečanosti. Potiho ju služi svećenik koga poslužuje jedan ili par ministranta. Podvrsta tihe mise je privatna misa (Missa privata) koju svećenik slavi bez ministranta.